# Liste Humboldt als Namensstifter
Zu Ehren von Alexander von Humboldt und seinem Bruder Wilhelm von Humboldt ist Folgendes benannt worden:

## Bezeichnungen nach Alexander von Humboldt

### Tiere
- Humboldtianidae: Familie der Lungenschnecken (Pulmonata)
- Humboldt-Pinguin: Spheniscus humboldti
- Humboldt-Kalmar: Dosidicus gigas
- Patagonischer Skunk: Conepatus humboldtii
- Skarabäenart: Canthon humboldti
- Humboldt-Großohrfledermaus: Histiotus humboldti
- Meeresschneckenart: Rhinocoryne humboldti
- Meeresschneckenart: Kleinella humboldti bzw. Euparthenia humboldti
- Schmetterlingsart: Elzunia humboldti
- Laufkäferart: Bradycellus humboldtianus
- Prachtkäferart: Polybothris humboldti
- Messerfischart: Eigenmannia humboldtii
- Amazonasdelfin-Unterart: Inia geoffrensis humboldtiana
- Edelfalterart: Taenaris humboldti
- Kugelspinnenart: Theridion humboldti
- Blutparasit: Trypanosoma humboldti
- Raubfisch des Perms: Pygopterus humboldti

### Pflanzen und Pilze
- die Gattungen Humboldtia Vahl und Humboldtiella Harms der Pflanzenfamilie der Hülsenfrüchtler (Fabaceae)[1]
- die Gattung Humboltia Ruiz & Pav. aus der Pflanzenfamilie der Orchideengewächse (Orchidaceae)[1]
- die Pilzgattung Humboldtina Chardón & Toro[1]
- Lilienart: Lilium humboldtii („Humboldt-Lilie“)
- Wulstlingsart: Amanita humboldtii („Humboldt’s Ringless Amanita“)
- Wasserschlauchart: Utricularia humboldtii
- Kakteenart: Mammillaria humboldtii
- Kakteenart: Seticereus humboldtii
- Kreuzdornart: Karwinskia humboldtiana
- Eichenart: Quercus humboldtii
- Hefenart: Pichia humboldtii
- Orchideenart: Schomburgkia humboldtii
- Orchideenart: Phragmipedium humboldtii
- Aronstabart: Anthurium humboldtianum
- Seekannenart: Nymphoides humboldtiana
- Veilchenart: Viola humboldtii
- Weidenart: Salix humboldtiana
- Holzritterlingart: Tricholomopsis humboldtii
- Wildtomate Lycopersicon humboldtii, auch Lycopersicum esculentum, Lycopersicum pimpinellifolium

### Mineral
- Humboldtin, ein seltenes, 1821 in Tschechien entdecktes, organisches Mineral (FeC2O4·2H2O)

### Geografie
- Alexander-von-Humboldt-Gebirge in der Antarktis
- Humboldt Gletsjer in Grönland
- Humboldt-Gletscher, war der letzte Gletscher Venezuelas
- Humboldtstrom des Pazifiks an der Westküste Südamerikas

#### Asien und Ozeanien
- Humboldtgebirge (Asien) in Tibet
- Humboldt Bay in Indonesien/Neuguinea, heute Yos Sudarso Bay
- Mont Humboldt in Neukaledonien
- Mount Humboldt in Neuseeland
- Humboldt Mountains in Neuseeland
- Pik Alexander von Humboldt in Kirgisistan

#### Amerika
- Alexander-von-Humboldt-Nationalpark (Parque Nacional Alejandro de Humboldt) auf Kuba
- Humboldt (Saskatchewan), Ort in Saskatchewan, Kanada
- Pico Humboldt, Berg in Venezuela
- Humboldt, ein Ort in der Provinz Santa Fe, Argentinien

Orte (USA)
- Humboldt (Illinois) in Illinois
- Humboldt (Iowa) in Iowa
- Humboldt (Kansas) in Kansas
- Humboldt (Minnesota) in Minnesota
- Humboldt (Nebraska) in Nebraska
- Humboldt (Nevada) in Nevada
- Humboldt (South Dakota) in South Dakota
- Humboldt (Tennessee) in Tennessee

Countys (USA)
- Humboldt County (Iowa) in Iowa
- Humboldt County (Kalifornien) in Kalifornien
- Humboldt County (Nevada) in Nevada

Sonstiges (USA)
- Humboldtgebirge (Nordamerika) in Nevada
- Humboldt Bay (Kalifornien) an der Nordwestküste Kaliforniens
- Humboldt State Redwood Park in Kalifornien
- Humboldt Peak in Colorado
- Humboldt Park, ein Park und gleichnamiger Gemeindebezirk von Chicago
- Humboldt Municipal Airport (HBO) in Nebraska
- Humboldt National-Forest-Reservat in Nevada
- Lake Humboldt in Nevada
- Humboldt Range in Nevada
- Humboldt River in Nevada
- Humboldt Salt Marsh in Nevada
- Humboldt Sink in Nevada

#### Straßen und Plätze
- Humboldtstraße in zahlreichen Orten[2][3]
- Humboldtbrücke in Hamburg, Osnabrück und Potsdam
- Humboldtplatz in mehreren deutschen Städten[4] und in Wien
- Humboldtring[5]
- Humboldtallee[6]
- Humboldtgasse in Wien
- Alexander-von-Humboldt-Straße[7][8]
- Alexander-von-Humboldt-Weg[9]

#### Sonstiges
- Volkspark Humboldthain, ein Volkspark in Berlin-Gesundbrunnen mit Humboldthöhe
- Schacht Humboldt in Dölau bei Halle (Saale)
- Humboldt-See bei Duingen, Landkreis Hildesheim, Niedersachsen
- Mirador Humboldt („Humboldt-Aussichtspunkt“) auf Teneriffa, siehe Orotava-Tal

### Weltraum
- (4877) Humboldt, ein Asteroid des Asteroiden-Hauptgürtels
- (54) Alexandra, ein Asteroid des Asteroiden-Hauptgürtels
- Catena Humboldt auf dem Mond
- Mare Humboldtianum auf dem Mond

### Schiffe
- Alexander von Humboldt (Schiff, 1906), ein deutsches Segelschiff
- Alexander von Humboldt (1996), der frühere Name eines Kreuzfahrtschiffes von Phoenix Reisen
- Alexander von Humboldt (1990), der frühere Name eines Kreuzfahrtschiffes von Phoenix Reisen
- Alexander von Humboldt II, ein deutsches Segelschiff
- A. v. Humboldt, ein ehemaliges Forschungsschiff für Ostseeforschung
- Humboldt (Schiff), ein peruanisches Forschungsschiff
- CMA CGM Alexander von Humboldt (Schiff 2013), britisches Containerschiff
- Humboldt-Express-Klasse, Kühlcontainerschiffsklasse

### Wissenschaftliche Auszeichnungen
- Alexander von Humboldt Medal, Preis in Geowissenschaften der European Geosciences Union
- Alexander von Humboldt Medal, Preis in Vegetationskunde der Internationalen Gesellschaft für Vegetationskunde (IAVS)
- Alexander-von-Humboldt-Medaille (1959), Auszeichnung der Deutschen Akademie der Wissenschaften zu Berlin anlässlich des 100. Todestages von Humboldt
- Alexander-von-Humboldt-Medaille (Gesellschaft für Erdkunde), 1878 gestiftete Auszeichnung der Gesellschaft für Erdkunde
- Alexander-von-Humboldt-Medaille (Toepfer-Stiftung), vergeben von 1962 bis 1989 durch die Alfred Toepfer Stiftung F. V. S. für Leistungen im Naturschutz
- Alexander-von-Humboldt-Medaille der Gesellschaft Deutscher Naturforscher und Ärzte, die seit 2010 vergeben wird
- Gay-Lussac-Humboldt-Preis

### Schulen und Bildungseinrichtungen
Deutschland
- Humboldt-Institut
- Alexander-von-Humboldt-Stiftung, Alexander-von-Humboldt-Professur
- Alexander-von-Humboldt-Institut für Internet und Gesellschaft

International
- Humboldt State University in Kalifornien
- Colegio Alemán Alexander von Humboldt, Gesamtschule in Mexiko-Stadt, Mexiko
- Deutsche Internationale Schule Alexander von Humboldt Montreal
- Nucleo-Pioneiro-de-Humboldt-Forschungszentrum im Amazonas-Gebiet
- Colegio Peruano Aleman Alexander von Humboldt in Lima, Peru
- Colegio Humboldt Schule in San José, Costa Rica

### Anderes
- Humboldt-Effekt, tagesperiodische Variation der Schallintensität
- EC 46/47 Alexander von Humboldt, ein ehemaliges EuroCity-Zugpaar auf der Strecke Berlin–Brüssel
- Intercity-Express-Zug (ICE 4)[10]
- Ballon Humboldt, ein Gasballon des Vereins zur Förderung der Luftschifffahrt, der 1893 während der Berliner wissenschaftlichen Luftfahrten eingesetzt wurde
- Humboldtsäule, Wettersäule in Löbau
- Hotel Humboldt im Nationalpark Guaraira Repano/El Ávila im Ávila-Massiv, Bergstation der Seilbahn von Caracas, Venezuela

## Bezeichnungen nach Wilhelm von Humboldt
- Humboldt (Mondkrater)
- Humboldt Bildungsgesellschaft (Humboldt Matura-Schule, Humboldt Fernlehr-Institut und Humboldt Business-Akademie), Wien.[11][12]
- Intercity-Express: ICE 794/795 Wilhelm von Humboldt, ein InterCityExpress auf der Strecke München–Berlin (Ostbahnhof)
- Wilhelm-von-Humboldt-Gymnasium Ludwigshafen
- Wilhelm-von-Humboldt Gemeinschaftsschule in Berlin-Prenzlauer Berg[13]
- Wilhelm-von-Humboldt-Gymnasium Nordhausen

## Bezeichnungen nach Alexander und Wilhelm von Humboldt
Nach Alexander und Wilhelm von Humboldt wurde benannt:
- die Humboldt-Universität zu Berlin
- die Humboldt-Gesellschaft, Humboldt-Gesellschaft für Wissenschaft, Kunst und Bildung e. V.
- das Humboldt Forum in Berlin

Nach dem deutschen Naturforscher Alexander von Humboldt (1769–1859) und seinem Bruder, dem Bildungsreformer Wilhelm von Humboldt (1767–1835), wurden folgende Schulen benannt:
in Deutschland:
- Humboldtschule, Bad Homburg
- Humboldt-Gymnasium, Bad Pyrmont
- Humboldt-Gymnasium (Berlin-Tegel)
- Humboldtschule Bremerhaven, Oberschule
- Humboldt-Gymnasium, Cottbus
- Humboldt-Gymnasium Düsseldorf
- Humboldt-Grundschule, Eichwalde
- Humboldt-Gymnasium, Eichwalde
- Humboldt-Realschule, Eppelheim
- Humboldtschule, Erfurt
- Humboldt-Oberrealschule, Essen
- Humboldt-Gymnasium, Gifhorn
- Humboldtschule, Halver
- Humboldtschule, Hannover
- Humboldt-Gymnasium Karlsruhe
- Humboldt-Schule, Kiel
- Humboldt-Gymnasium Köln
- Gebrüder Humboldt Gymnasium der Stadt Lage
- Humboldtschule, siehe Domgymnasium Magdeburg
- Humboldtgymnasium, Nordhausen
- Humboldtschule, Offenbach am Main (Grundschule)
- Humboldt-Gymnasium Potsdam
- Humboldt-Gymnasium Radeberg
- Humboldtgymnasium Solingen
- Humboldt-Gymnasium Trier
- Humboldt-Gymnasium Ulm
- Humboldt-Gymnasium Vaterstetten
- Gebrüder-Humboldt-Schule Wedel
- Humboldt-Gymnasium Weimar

Historische Bildungseinrichtungen:
- Humboldt-Akademie in Berlin, ein Vorgänger der Volkshochschulen

International:
- Colégio Humboldt São Paulo
- Colegio Peruano Alemán – Deutsche Schule Lima Alexander von Humboldt
- Deutsche Humboldtschule Guayaquil